# Pfarrkirche Kalwang

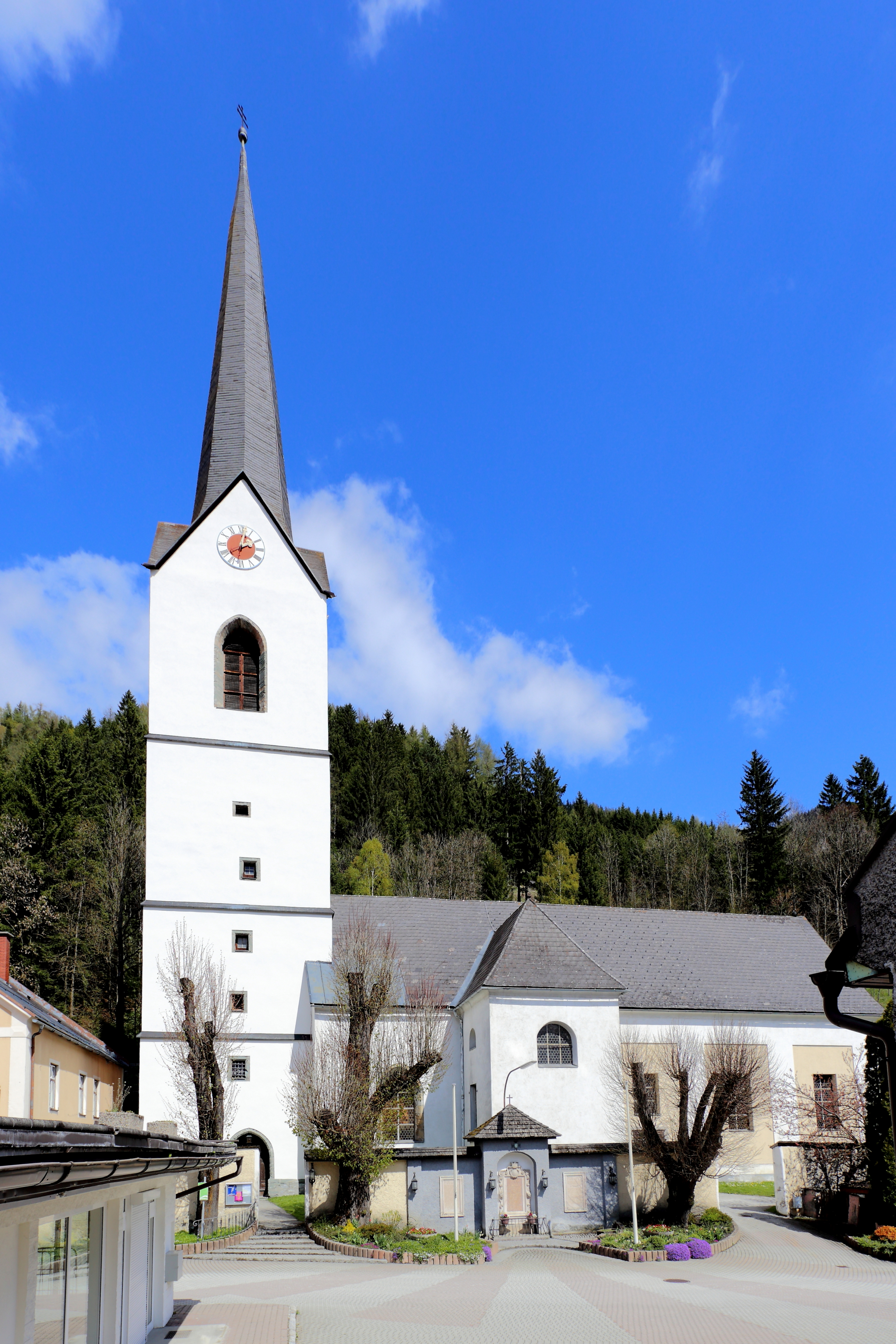
Katholische Pfarrkirche hl. Oswald in Kalwang

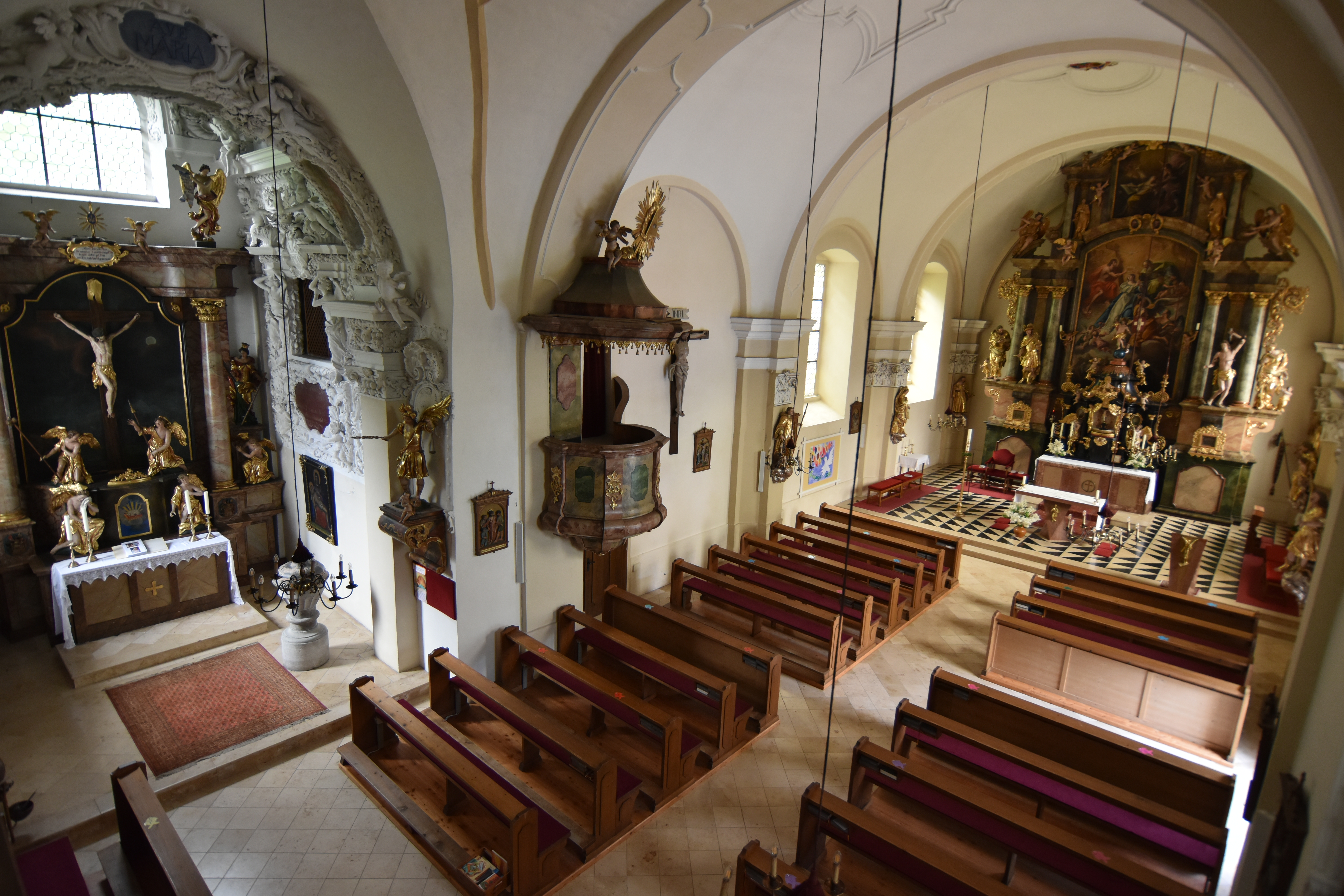
Innenansicht der Pfarrkirche

Die Pfarrkirche Kalwang steht in der Marktgemeinde Kalwang im Bezirk Leoben in der Steiermark. Die auf den Heiligen Oswald von Northumbria geweihte römisch-katholische Pfarrkirche – dem Stift Admont inkorporiert – gehört zum Dekanat Leoben in der Diözese Graz-Seckau. Die Kirche mit dem ehemaligen Friedhof und der Friedhofsmauer stehen unter Denkmalschutz (Listeneintrag).

## Geschichte
1268 wurde eine Kirche geweiht. Die wehrhafte Kirchhofmauer wurde nach dem Türkeneinfall (1480) errichtet. 1595 erlitt die Kirche einen Brand und wurde danach erneuert. 1608 wurde Kalwang eine eigene Pfarre und wohl dem Stift Admond inkorporiert. 1742 wurde der Chor neu erbaut. 1969/1970 war eine Restaurierung.

## Architektur
Das zweijochige Langhaus – im Kern gotisch – unter einer Stichkappentonne mit Putzgraten auf starken Wandpfeilern entstand wohl nach dem Brand 1595. Am Langhausostjoch beim Chor sind beidseitig annähernd quadratische Seitenkapellen angebaut. Die nördliche Seitenkapelle wurde von Christoph und Anna Springensfeld gestiftet und zeigt reichen schweren Stuck an der Decke und den Wänden mit einem Chronogramm 1697. Die südliche Seitenkapelle wohl zeitgleich erbaut zeigt reizvollen barocken Stuck um 1740/1750.
Der dreijochige Chor – länger als das Langhaus und in Langhausbreite – mit einem geraden Schluss hat Platzlgewölbe auf Gurten auf gestuften Wandpilastern mit Kompositkapitellen darüber mit Gebälk. Im Gewölbe sind Stuckfelder, das mittlere Stuckfeld zeigt das Wappen vom Abt Antonius II. von Mainersberg (1718–1751) aus 1742.
Der mächtige viergeschoßige Westturm mit gotischen Schallöffnungen trägt einen achtseitigen Spitzhelm auf Dreiecksgiebeln. Die Turmhalle hat ein Sternrippengewölbe.
Der Sakristeianbau am Chorhaupt ist gering eingezogen.

## Ausstattung
Der Hochaltar entstand um 1700 und zeigt das Hochaltarblatt Marienkrönung und das Oberbild Maria Magdalena beide um 1740/1750. Der Tabernakel mit plastischem Schmuck stammt aus der Stammel-Werkstätte.
Der Kreuzaltar der Nordkapelle wurde nach dem Chronogramm 1697 von Christoph und Anna Springensfeld gestiftet und trägt die bemerkenswerten Figuren Barbara und Katharina. Die sechs Engel ursprünglich zu einem Heilig-Grab gehörig wurden hierher übertragen. Der Dreifaltigkeitsaltar der Südkapelle mit 1701 datiert zeigt das Altarbild Gnadenstuhl mit Heiligen, zuunterst mit Franziskus. Der Altar trägt die Statue Auferstandener mit zwei Engeln vom Bildhauer Josef Stammel.
Im Chor stehen von Josef Stammel (1750) sieben weitere Statuen Muttergottes mit Armer Seele, Anna mit Maria, Josef mit Jesuskind, Leonhard, Florian, Antonius und Benedikt und zwei Reliefs Ecce Homo und Kreuztragung Christi. Die Skulptur Christus an der Geißelsäule in der Turmnische wie auch eine bemerkenswerte Weihnachtskrippe mit Schnitzfiguren (1751) in eine Wandnische eingelassen sind von Stammel.
Der spätgotische Kruzifix von um 1500 wurde 1968 restauriert.
Das reizvolle Orgelprospekt von um 1720/1730 hat Flügeltüren, innen bemalt mit David und Cäcilia, außen bemalt mit Blumen und stammt von Valentin Hochleitner. Eine Glocke nennt Medardus Reig 1690.